# Jorge Blanco (muzyk)
Jorge Blanco Güereña (ur. 19 grudnia 1991 w Guadalajarze) – meksykański piosenkarz, autor tekstów, aktor, tancerz i instrumentalista. Występował w roli Leóna Verdasa w argentyńskim serialu Violetta i jako Jorge w produkcji Disney Channel Viva High School Musical Meksyk: Pojedynek.

## Życiorys

### Wczesne lata
Brał udział w przedstawieniach szkolnych i imprezach artystycznych. Chodził na lekcje aktorstwa od najmłodszych lat. W wieku pięciu lat zaczął grać na gitarze, natomiast sześć lat później zaczął śpiewać w chórze kościelnym. W wieku 15 lat udał się na casting do reality show High School Musical: La Selección.

### Kariera
Karierę rozpoczął w 2007, kiedy w telewizji brał udział w latynoskim reality show High School Musical: La Selección, który pozwolił mu uczestniczyć w spin-offie amerykańskiego filmu High School Musical. Po występie w programie dostał rolę Jorge’a w filmie Viva High School Musical Meksyk: Pojedynek. W latach 2007–2008 brał udział w trasie promocyjnej filmu i programu.
W 2010 pojawił się w 10. odcinku miniserialu Highway: Rodando la Aventura, a w 2011 był jednym z bohaterów pierwszego sezonu serialu Cuando toca la campana, z którymi nagrał kilka teledysków, jak „Es el momento” i „A Celebrar”. W maju 2011 udał się do Stanów Zjednoczonych, aby wziąć udział w Disney Friends for Change Games. Reprezentował Meksyk w teledysku „We Can Change the World” amerykańskiej piosenkarki Bridgit Mendler w projekcie Disney’s Friends for Change. 26 marca 2015 założył kanał na serwisie YouTube. W lipcu tego samego roku udał się do Los Angeles, gdzie razem z Martiną Stoessel nagrywał piosenki na potrzeby filmu Tini.
Na początku 2016 podpisał kontrakt z wytwórnią płytową Hollywood Records i od tamtego czasu pracował nad solową, debiutancką płytą. 17 marca 2017 premierę miał jego debiutancki singiel „Risky Business”, do którego został zrealizowany teledysk. Jeszcze w marcu potwierdził, że następnym singlem z nadchodzącego albumu będzie piosenka „Summer Soul”.

## Życie prywatne
Ma brata Daniela. Od 2007 związany jest z Stephie Camareną, z którą zaręczył się 4 sierpnia 2016 i ożenił się w 2021. Na temat oświadczyn z partnerką napisał piosenkę „NonBelievrs”.

## Filmografia
- 2008: Viva High School Musical Meksyk: Pojedynek jako Jorge
- 2010: Highway: Rodando la Aventura jako Diego
- 2011: Cuando toca la campana jako Pablo
- 2011: Disney’s Friends for Change Games jako on sam
- 2012-2015: Violetta jako León Verdas
- 2016: Tini: nowe życie Violetty jako León Verdas
- 2022-  : Zgrany Zespół jako Miguel

## Dyskografia
Ścieżki dźwiękowe
- 2008: High School Musical: El Desafío
- 2011: Cuando toca la campana
- 2012-2015: Violetta
- 2016: Tini: nowe życie Violetty
- 2017: Coco
- 2017: Auta 3

Piosenki
- „El verano terminó”
- „Actuar, bailar, cantar”
- „A celebrar”
- „Mi princesa”
- „Entre dos mundos”
- „Solo pienso en ti”
- „Mas que una amistad”
- „Mil vidas atras”
- „Abrazame y Veras” (z Martiną Stoessel)
- „Ahí Estaré”
- „Amor en el aire”
- „Cuando toca la campana”
- „Voy por ti”
- „Podemos”
- „Dile que si”
- „Nuestro camino” (z Martiną Stoessel)
- „Euforia”
- „Verte de lejos”
- „Quanto amore nell'aria”
- „Light Your Heart ”
- „To te amo a ti” (z Martiną Stoessel)
- „Risky Business”
- „Summer Soul”
- „Gone Is the Night” (z Kris Kross Amsterdam)
- „Una noche” (z Saak)
- „Si te tuviera”
- „Escondida”
- „Opciones”
- „Te la dedico”

## Trasy koncertowe
- 2007–2008: High School Musical: El Desafio
- 2012–2014: Violetta En Vivo
- 2015: Violetta Live
- 2017: R5: New Addictions Tour (Support)